# João Paulo Esteves da Silva
João Paulo Esteves da Silva (Lisboa, 17 de Maio de 1961) é um pianista e compositor.

## Discografia
- Serra Sem Fim, com Jorge Reis, Mário Franco e José Salgueiro 1995
- Almas e Danças, 1995
- Ao vivo com Daniel Paulo, 1998
- O Exilio com Carlos Bica e Peter Epstein, 1998
- Almas com Carlos Bica e Peter Epstein, 1998
- Homenagem A, 1999
- Esqunia com Peter Epstein, 2001
- Roda , 2001
- As Sete Ilhas de Lisboa com Paulo Curado, Bruno Pedroso, 2003
- Memórias de Quem, 2006